# Burnin' Rubber (jeu vidéo, 1990)
Pour les articles homonymes, voir Burnin' Rubber.
Burnin' Rubber est un jeu vidéo de course sorti en 1990 sur GX-4000. Ce jeu a été spécifiquement développé par Ocean Software pour la nouvelle gamme d'Amstrad : les CPC+ ainsi que la GX-4000. Il n'a jamais été commercialisé seul mais était vendu avec les nouvelles machines. Le jeu est disponible dans l'émulateur WinAPE.